# Mont Rochard
Pour les articles homonymes, voir Rochard.
Le mont Rochard, situé dans le département de la Mayenne à 3 km au nord - nord-est de Sainte-Gemmes-le-Robert, est une colline couverte de bois et de landes, qui culmine à 357 mètres d'altitude. Il fait partie du massif des Coëvrons, région de collines située à proximité de la ville d'Évron, dont il est le point culminant. On y accède via la D 20 reliant Sainte-Gemmes-le-Robert à Bais, entre les lieux dits La Glatterie et Villiers.

## Histoire
- Le Rochard aurait la même étymologie pré-latine que le château du Rocher à Mézangers.

- En 1692, Hubert Jaillot compila l'ensemble des cartes de Nicolas Sanson en un Atlas nouveau. Il indique au mont Rochard « de vastes landes et la bifurcation de la route de Bais pour Izé ».
- L'Abbé Angot dans son Dictionnaire historique, topographique et biographique de la Mayenne, poursuit ainsi : Le sommet est une lande de 300 arpents, écrit le curé au chanoine Le Paige. La perdrix rouge, la grise, le lièvre, le lapin, sont assez abondants et de très bonne qualité. On trouve aussi dans les bois quelques sangliers.
- Pendant la Révolution française, la commune de Sainte-Gemmes-le-Robert prit le nom de Mont Rochard.
- En 1836, Armand-René Soucanye, baron de Landevoisin, mari de Blanche-Claire Duchemin, acquit de Renée Dubois-Beauregard, femme de François-Nicolas-René Chevreuil, propriétaire de Villiers, les landes de Rochard et de la Croix-Bain.

## L'époque gallo-romaine
La forteresse gallo-romaine du Rubricaire est implantée sur les pentes du Mont Rochard et domine de 130 mètres le bassin de Laval. La topographie lui donnait une importance particulière pour le contrôle de la région ; le site fut d'ailleurs réoccupé vers le XIe siècle.

## Les relais de télécommunications
- Dès le XIXe siècle, un poste de télégraphie aérienne fut établi au sommet, nous dit l'Abbé Angot.
- Depuis 1970 existe un site de diffusion permettant la diffusion de la télévision et de la radio publique sur la Mayenne.

## Source
- « Mont Rochard », dans Alphonse-Victor Angot et Ferdinand Gaugain, Dictionnaire historique, topographique et biographique de la Mayenne, Laval, A. Goupil, 1900-1910 [détail des éditions] (BNF 34106789, présentation en ligne), t. III, p. 422 ;
- Le Patrimoine des communes de la Mayenne, p. 373, Flohic éditions, Paris 2002  (ISBN 2-84234-135-X)